# Balanophora lowii
Balanophora lowii är en tvåhjärtbladig växtart som beskrevs av Joseph Dalton Hooker. Balanophora lowii ingår i släktet Balanophora och familjen Balanophoraceae. Inga underarter finns listade i Catalogue of Life.